# Ђулвез
Ђулвез (Ђулвес, Ђулваз, рум. Giulvăz) је насеље и седиште истоимене општине, која припада округу Тимиш у Румунији. Налази се на надморској висини од 79 m.

## Прошлост
По "Румунској енциклопедији" место се помиње 1355. године. Између 1690—1700. године има ту 27 кућа. Место су као спахилук купили 1781. године Цинцари, браћа Наум и Константин Дадан. Православни храм је подигнут 1808. године.
Године 1838. купио је српску књигу Павел Дадањи, земљедржац Ђулвески и Торонталске жупаније надсолгабиров.
Ђулвез је 1764. године православна парохија у Чаковачком протопрезвирату. До око 1773. године парох у месту био је поп Јоаникије Сербу (Србин), родом из Решенару у Ердељу. Од 1773. године он је монах у манастиру Партошу. Аустријски царски ревизор Ерлер је 1776. године констатовао да место припада Чаковачком округу и дистрикту, а становништво је претежно влашко. У "Ђулвезу" је 1797. године пописано православно свештенство. Записана су два пароха, поп Гаврил Поповић (рукоп. 1773) и поп Михаил Поповић (1784) који су се служили српским и румунским језиком.

## Становништво
Према попису из 2002. године у насељу је живело 1.144 становника.

### Попис 2002.
| Етнички састав према попису из 2002. године‍ | Етнички састав према попису из 2002. године‍ | Етнички састав према попису из 2002. године‍ | Етнички састав према попису из 2002. године‍ | Етнички састав према попису из 2002. године‍ |
| ------------------------------------------- | ------------------------------------------- | ------------------------------------------- | ------------------------------------------- | ------------------------------------------- |
|                                             |                                             |                                             |                                             |                                             |
| Румуни                                      | Румуни                                      |                                             | 991                                         | 86,6%                                       |
| Роми                                        | Роми                                        |                                             | 87                                          | 7,6%                                        |
| Мађари                                      | Мађари                                      |                                             | 31                                          | 2,7%                                        |
| Немци                                       | Немци                                       |                                             | 23                                          | 2%                                          |
| Срби                                        | Срби                                        |                                             | 7                                           | 0,6%                                        |